# Torneo de Róterdam 2014
El Torneo de Róterdam 2014 fue un evento de tenis ATP World Tour de la serie 500, que se disputó en Róterdam (Países Bajos) entre el 10 y 16 de febrero de 2014.

## Cabezas de serie

### Individual
| Tenista               | Ranking | Preclasificado |
| Juan Martín del Potro | 4       | 1              |
| Andy Murray           | 6       | 2              |
| Tomáš Berdych         | 7       | 3              |
| Richard Gasquet       | 9       | 4              |
| Jo-Wilfried Tsonga    | 10      | 5              |
| Milos Raonic          | 11      | 6              |
| Tommy Haas            | 12      | 7              |
| Mijaíl Yuzhny         | 14      | 8              |

- Ranking del 3 de febrero de 2014

### Dobles
| Tenista                            | Ranking | Preclasificado |
| Ivan Dodig Marcelo Melo            | 11      | 1              |
| Łukasz Kubot Robert Lindstedt      | 21      | 2              |
| Daniel Nestor Nenad Zimonjić       | 27      | 3              |
| Rohan Bopanna Aisam-ul-Haq Qureshi | 31      | 4              |

- Ranking del 3 de febrero de 2014

## Campeones

### Individuales masculino
Tomáš Berdych venció a  Marin Čilić por 6-4, 6-2

### Dobles masculino
Michael Llodra /  Nicolas Mahut vencieron a  Jean-Julien Rojer /  Horia Tecău por 6-2, 7-6(7-4)